# 濱海區
濱海區是坦桑尼亞的26行政區之一，位於該國東部，首府基巴哈，北面是坦噶區，東臨達累斯薩拉姆區和印度洋，南面是林迪區，西接莫羅戈羅區，面积32,407平方公里，2002年人口889,154。

## 外部連結
- Pwani Region Homepage for the 2002 Tanzania National Census （页面存档备份，存于）